# Sarakatsani
Los sarakatsani (griego: Σαρακατσάνοι), palabra en arrumano cuyo significado es «fugitivos» (del turco: karakaçan), son una población étnica nómada tradicionalmente parte del pueblo arrumano, que habita principalmente las montañas del sudeste de la península balcánica. Los pastores sarakatsani viven todavía en un régimen seminómada, conduciendo a sus rebaños hasta elevados terrenos de pasto en verano y regresando a los valles en otoño. Una parte de los arrumenos pasaron de usar el arrumano a usar el griego, son los sarakatsani de Grecia, y sería un caso parecido a los morlacos.
Una parte significativa de los sarakatsani se han asentado en poblaciones urbanas en el centro y norte de Grecia y otras pequeñas poblaciones se encuentran en el sur de Albania, Bulgaria y Macedonia del Norte.
Los llanos de Grecia central y meridional están habitados por otros grupo de pastores trashumantes: los karagounides (griego: Καραγκούνηδες), mientras que las montañas de Agrafa en el oeste del país están dominadas por los sarakatsani.